# Pakistanische Cricket-Nationalmannschaft in den West Indies in der Saison 1957/58
Die Tour der pakistanischen Cricket-Nationalmannschaft auf die West Indies in der Saison 1957/58 fand vom 17. Januar bis zum 31. März 1958 statt. Die internationale Cricket-Tour war Bestandteil der Internationalen Cricket-Saison 1957/58 und umfasste fünf Tests. Die West Indies gewannen die Serie 3–1.

## Vorgeschichte
Für beide Mannschaften war es die erste Tour der Saison. Das letzte Aufeinandertreffen der beiden Mannschaften bei einer Tour fand in der Saison 1948/49 in Pakistan statt, wobei dort nur zwei First-Class-Matches absolviert wurden. Dieses war die erste Tour die Tests enthielt zwischen den beiden Mannschaften.

## Stadien
Die folgenden Stadien wurden für die Tour als Austragungsort vorgesehen.
| Stadt         | Land                | Stadion               | Kapazität | Spiele       |
| ------------- | ------------------- | --------------------- | --------- | ------------ |
| Bridgetown    | Barbados            | Kensington Oval       | 11.000    | 1. Test      |
| Georgetown    | Guyana              | Bourda Cricket Ground | 25.000    | 3. Test      |
| Kingston      | Jamaika             | Sabina Park           | 20.000    | 2. Test      |
| Port of Spain | Trinidad und Tobago | Queen’s Park Oval     | 25.000    | 2. & 5. Test |

## Kaderlisten
Die Mannschaften benannten die folgenden Kader.
| Test | Test |
| West Indies | Pakistan |
| --- | --- |
| - Garry Alexander (K & wk) - Denis Atkinson - Eric Atkinson - Tom Dewdney - Lance Gibbs - Roy Gilchrist - Conrad Hunte - Rohan Kanhai - Ivan Madray - Easton McMorris - Collie Smith - Garry Sobers - Jaswick Taylor - Alf Valentine - Clyde Walcott - Everton Weekes | - Abdul Kardar (K) - Alimuddin - Fazal Mahmood - Hanif Mohammad - Haseeb Ahsan - Imtiaz Ahmed (wk) - Khan Mohammad - Mahmood Hussain - Nasim-ul-Ghani - Fazal Mahmood - Saeed Ahmed - Wallis Mathias - Waqar Hasan - Wazir Mohammad |

## Tour Matches
Pakistan spielte während der Tour vier Tour Matches.

## Tests

### Erster Test in Bridgetown
| 17. – 23. Januar Scorecard | Bridgetown | West Indies 579 (172.2) & 28-0 (11) | – | Pakistan 106 (42.2) & 657-8 (f/o) |
|                            |            | Remis                               |   |                                   |

Die West Indies gewannen den Münzwurf und entschieden sich als Schlagmannschaft zu beginnen.

### Zweiter Test in Port of Spain
| 5. – 11. Februar Scorecard | Port of Spain | West Indies 325 (131.1) & 312 (130.2) | – | Pakistan 282 (86.3) & 235 (104.5) |
|                            |               | West Indies gewinnt mit 120 Runs      |   |                                   |

Die West Indies gewannen den Münzwurf und entschieden sich als Schlagmannschaft zu beginnen.

### Dritter Test in Kingston
| 26. Februar – 4. März Scorecard | Kingston | Pakistan 328 (102) & 288 (96.3)                    | – | West Indies 790-3d (208.1) |
|                                 |          | West Indies gewinnt mit einem Innings und 174 Runs |   |                            |

Pakistan gewann den Münzwurf und entschied sich als Schlagmannschaft zu beginnen.

### Vierter Test in Georgetown
| 13. – 19. März Scorecard | Georgetown | Pakistan 408 (125.1) & 318 (139.1) | – | West Indies 410 (133.4) & 317-2 (93.1) |
|                          |            | West Indies gewinnt mit 8 Wickets  |   |                                        |

Pakistan gewann den Münzwurf und entschied sich als Schlagmannschaft zu beginnen.

### Fünfter Test in Port of Spain
| 26. – 31. März Scorecard | Port of Spain | West Indies 268 (93.1) & 227 (65.5)          | – | Pakistan 496 (177.5) |
|                          |               | Pakistan gewinnt mit einem Innings und 1 Run |   |                      |

Die West Indies gewannen den Münzwurf und entschieden sich als Schlagmannschaft zu beginnen.